# Olivier Vernon
Pour les articles homonymes, voir Vernon.
Ne doit pas être confondu avec Olivier Verdon.
(en) Statistiques sur pro-football-reference
Olivier Alexander Vernon, né le 7 octobre 1990 à Miami en Floride, est un joueur professionnel américain de football américain. Il évolue au poste de defensive end dans la National Football League (NFL).
Il joue chez les Browns de Cleveland depuis 2019. Il a auparavant joué pour les Dolphins de Miami (2012-2015) et les Giants de New York (2016-2018).
Au niveau universitaire, il a joué pour les Hurricanes de Miami au sein de la NCAA Division I FBS.

## Biographie

### Jeunesse
Olivier Vernon joue pour l'équipe de football américain de l'American High School de Miami. Il est considéré comme une recrue 4 étoiles selon un classement du site internet Rivals.com et comme le 11e meilleur defensive end de sa promotion.

### Carrière universitaire
Vernon intègre l'université de Miami et joue au poste de defensive end pendant trois ans pour l'équipe des Hurricanes de Miami, évoluant dans la Division I (FBS) de la NCAA.
Au cours de sa carrière universitaire, il totalise 9 sacks et 81 plaquages, dont 20,5 entraînant une perte de terrain.

### Carrière professionnelle
| Taille | Poids  | Bras  | Main  | Sprint   | Sprint   | Sprint   | Shuttle 20 yards | 3 cones drill | Détente   | Détente     | Développé couché | Test Wonderlic |
| Taille | Poids  | Bras  | Main  | 40 yards | 10 yards | 20 yards | Shuttle 20 yards | 3 cones drill | verticale | horizontale | Développé couché | Test Wonderlic |
| 1,88 m | 118 kg | 84 cm | 26 cm | 4,64 s   | 1,64 s   | 2,78 s   | 4,50 s           | 7,39 s        | 87,63 cm  | 3,10 m      | 31 rép           |                |

#### Dolphins de Miami
Après la conclusion de sa troisième année universitaire en 2011, Verson se déclare éligible à la draft 2012 de la NFL. Le 27 avril 2012, il est sélectionné en tant que 72e choix global lors du 3e tour de la draft par les Dolphins de Miami.
Sa sélection met fin à 8 ans d'absence d'un joueur universitaire des Hurricanes de Miami sélectionné par les Dolphins de Miami. Le dernier joueur des Hurricanes à avoir été sélectionné par les Dolphins était Vernon Carey en 2004. Lamar Miller, un autre joueur des 'Canes est également sélectionné par les Dolphins comme 92e choix global lors du 4e tour de la draft.
Le 28 octobre 2012 contre les Jets de New York, Vernon marque son premier touchdown dans la NFL après avoir récupéré le ballon dans la zone des buts après un punt contré par son coéquipier Jimmy Wilson (en). Dans le même match, il bloque un field goal dans les dernières secondes du deuxième quart-temps.

#### Giants de New York
Le 9 mars 2016, Vernon signe un contrat de 5 ans chez les Giants de New York pour 85 millions de dollars, dont 52,5 millions garantis. Son salaire annuel moyen de 17 millions de dollars fait de Vernon le defensive end le mieux payé de la NFL. L'entraîneur Ben McAdoo le désigne comme titulaire au poste de defensive end en compagnie de Jason Pierre-Paul.
Lors de sa première année chez les Giants, Vernon débute les 16 matchs comme titulaire et enregistre sa meilleure année avec 8,5 sacks et 63 plaquages, ce qui lui vaut une sélection dans la seconde équipe All-Pro.
La saison suivante, le coordinateur défensif des Giants, Steve Spagnuolo (en), reconfirme Vernon comme titulaire au poste de defensive end. Il manque quatre matchs à la suite d'une blessure à la cheville. Le 12 novembre 2017, en 10e semaine, Vernon effectue quatre plaquages, dévie une passe et réussit la première interception de sa carrière lors de la défaite de 31 à 21 contre les 49ers de San Francisco. Le 4 décembre 2017, les Giants de New York virent l'entraîneur principal Ben McAdoo à la suite du mauvais bilan provisoire de l'équipe, 2 victoires et 10 défaites, et ils désignent à sa place le coordinateur défensif Steve Spagnuolo comme intérimaire pour les quatre derniers matchs de la saison.
Vernon termine la saison 2017 avec 37 plaquages, dont 22 seul, 6,5 sacks, deux fumbles forcés, une interception et un sack lors des douze matchs joués, tous comme titulaire. Il reçoit une note globale de 84,2 de Pro Football Focus.
Le 22 janvier 2018, les Giants annoncent qu'ils ont engagé comme entraîneur principal, le coordinateur offensif des Vikings du Minnesota, Pat Shurmur. Shumur engage alors James Bettcher (en), comme coordinateur défensif, qui change de tactique en passant de la défense 4-3 à la défense 3-4. En conséquence, Vernon passe du poste de defensive end à celui d'outside linebacker,. Il est nommé titulaire à ce poste en compagnie de Kareem Martin en début de saison, aux côtés des inside linebackers B. J. Goodson (en) et Alec Ogletree. Il manque cependant les cinq premiers matchs à la suite d'une nouvelle blessure à la cheville. C'est en 13e semaine qu'il obtient ses meilleurs statistiques de la saison avec cinq plaquages seul, deux sacks et une passe déviée lors de la victoire de 30 à 27 contre les Bears de Chicago. Le 18 décembre 2018, il est désigné comme remplaçant pour le Pro Bowl 2019. Le 30 décembre 2018, il enregistre cinq plaquages combinés et 2,5 sacks lors de la défaite 35 à 36 contre les Cowboys de Dallas.
Il termine la saison avec 30 plaquages, dont 23 seul, sept sacks et une passe déviée lors des onze matchs débutés tous comme titulaire. Vernon obtient une note globale de 86,3 de Pro Football Focus en 2018, ce qui le classe comme 14e meilleur défenseur à la course. Le 19 janvier 2019, il est sélectionné pour jouer le Pro Bowl en remplacement de Khalil Mack, blessé.

#### Browns de Cleveland
Le 13 mars 2019, Vernon et Odell Beckham Jr. sont acquis par les Browns de Cleveland en échange de Jabrill Peppers, de Kevin Zeitler et de leurs sélections de 1er et 3e tours de la draft 2019 de la NFL.

## Statistiques

### Université
| Année       | Équipe      | Statut      | MJ |       | Plaquages | Plaquages | Plaquages | Plaquages |       | Interceptions | Interceptions | Interceptions | Interceptions |  | Fumbles | Fumbles |
| Année       | Équipe      | Statut      | MJ | Total | Seul      | Ast.      | Sacks     | Nb.       | Yards | Déf.          | TD            | Nb.           | Rec.          |  |         |         |
| 2009        | Miami       | Fr.         | 11 | 24    | 11        | 13        | 1,5       | -         | -     | -             | -             | 0             | 0             |  |         |         |
| 2010        | Miami       | So.         | 6  | 39    | 25        | 14        | 6         | -         | -     | -             | -             | 0             | 0             |  |         |         |
| 2011        | Miami       | Jr.         | 13 | 18    | 15        | 3         | 1,5       | -         | -     | -             | -             | 1             | 1             |  |         |         |
| Totaux NCAA | Totaux NCAA | Totaux NCAA | 30 | 81    | 51        | 30        | 9         | -         | -     | -             | -             | 1             | 1             |  |         |         |

### NFL
| Année            | Équipe              | MJ  |       | Plaquages | Plaquages | Plaquages | Plaquages |       | Interceptions | Interceptions | Interceptions | Interceptions |  | Fumbles | Fumbles |
| Année            | Équipe              | MJ  | Total | Seul      | Ast.      | Sacks     | Nb.       | Yards | Déf.          | TD            | Nb.           | Rec.          |  |         |         |
| 2012             | Dolphins de Miami   | 16  | 23    | 18        | 5         | 3,5       | 0         | 0     | 0             | 0             | 1             | 0             |  |         |         |
| 2013             | Dolphins de Miami   | 16  | 57    | 46        | 11        | 11,5      | 0         | 0     | 0             | 0             | 0             | 0             |  |         |         |
| 2014             | Dolphins de Miami   | 16  | 47    | 32        | 15        | 6,5       | 0         | 0     | 0             | 0             | 2             | 0             |  |         |         |
| 2015             | Dolphins de Miami   | 16  | 61    | 41        | 20        | 7,5       | 0         | 0     | 0             | 0             | 0             | 0             |  |         |         |
| 2016             | Giants de New York  | 16  | 64    | 46        | 18        | 8,5       | 0         | 0     | 0             | 0             | 1             | 1             |  |         |         |
| 2017             | Giants de New York  | 12  | 37    | 23        | 14        | 6,5       | 1         | 0     | 1             | 0             | 2             | 0             |  |         |         |
| 2018             | Giants de New York  | 11  | 30    | 23        | 7         | 7         | 0         | 0     | 1             | 0             | 1             | 1             |  |         |         |
| 2019             | Browns de Cleveland | 10  | 26    | 20        | 6         | 3,5       | 0         | 0     | 0             | 0             | 1             | 0             |  |         |         |
| Totaux Miami     | Totaux Miami        | 64  | 188   | 137       | 51        | 29        | 0         | 0     | 0             | 0             | 3             | 0             |  |         |         |
| Totaux NY Giants | Totaux NY Giants    | 39  | 131   | 92        | 39        | 22        | 1         | 0     | 0             | 2             | 4             | 2             |  |         |         |
| Totaux NFL       | Totaux NFL          | 113 | 345   | 249       | 96        | 54,5      | 1         | 0     | 0             | 2             | 8             | 2             |  |         |         |

## Récompenses
- Joueur des unités spéciales de la semaine dans l'AFC : semaine 8, 2012.
- Joueur défensif de la semaine dans l'AFC : semaine 13, 2013.
- Sélectionné en équipe-type par Pro Football Focus (All-Pro 2015).